# 娛樂數學
娛樂數學（英語：Recreational mathematics）是和娛樂有關的數學，不是純粹為研究學術或實用需求而有的數學領域。娛樂數學包括了數學謎題及數學遊戲，探討者不限於數學業餘愛好者，不過有些主題不需用到高深的數學，因此娛樂數學常會引起一般人對數學的好奇心，進而更了解數學。
美国数学协会在其17組領域（SIG）也包括娛樂數學。

## 主題
娛樂數學有不少大眾常見的內容，例如魔方、碎形、邏輯益智遊戲及數學西洋棋問題（如騎士巡邏及八皇后问题）等，不過娛樂數學也包括數學的美學及文化、數學故事、数学巧合以及一些數學家的生平。

### 數學遊戲
數學遊戲是其規則、策略或是結果可以用數學表示的多人遊戲。玩的人不一定會直接用到數學。例如播棋是數學領域中組合博弈論的內容，但玩的過程不一定會用到數學。

### 數學謎題
數學謎題是需要用到數學才能求解的謎題，像數學遊戲一樣有對應的規則，不過沒有多人競賽的競爭性。玩的人需要找到滿足謎題條件的解，才能求解謎題。
像邏輯益智遊戲及古典密碼都是常見的數學謎題。而細胞自動機及碎形也常列為數學謎題，不過參與者只需要設定初始條件即可。

### 其他活動
其他和娛樂數學有關的內容包括：
- 摺紙的演算法以及其幾何特性
- 翻线戏的模式以及技巧
- 碎形生成軟體（英语：fractal-generating software）

## 流行文化
- 1995年電影《終極警探3》就有主角求解分水問題（英语：water pouring puzzle）的情節。
- 在《異世奇人》影集的42中，主角完成了快樂質數的數列，接著抱怨學校課程都不教娛樂數學。
- 主角是亞斯伯格症候群男孩的書籍《深夜小狗神秘习题》，討論了許多數學謎題及數學遊戲。

## 出版品
- 剑桥大学數學社群發表的期刊《Eureka（英语：Eureka (University of Cambridge magazine)）》是1939年創刊的娛樂數學期刊，作者包括許多有名數學家及科學家，例如马丁·加德纳、約翰·何頓·康威、羅傑·潘洛斯、艾恩·史都華、蒂莫西·高爾斯、史蒂芬·霍金及保罗·狄拉克。
- 《Journal of Recreational Mathematics（英语：Journal of Recreational Mathematics）》從1968年開始，於2014年停止出版，2014年時是此領域發表數量最大的期刊。
- Mathematical Games（英语：List of Martin Gardner Mathematical Games columns）（1956年至1981年）是《科学美国人》雜誌專欄中有關娛樂數學的專欄，由马丁·加德纳。他對娛樂數學的興趣鼓舞了許多數學家及科學家。Mathematical Games之後有25期的Metamagical Themas專欄（1981至1983），內容方向類似，但篇幅較小，由侯世達所寫，再接著是A. K. Dewdney所寫，共78期的Mathematical Recreations及Computer Recreations專欄（1984至1991），再來是96期Mathematical Recreations專欄（1991至2001），由艾恩·史都華所寫，最近則是Dennis Shasha（英语：Dennis Shasha）的Puzzling Adventures專欄。
- Recreational Mathematics Magazine[3]由Ludus Association發行，是每年發表二次的電子期刊，內容一方面是有趣詼諧的內容，但也要求原創，並且在科學有影響力的數學內容，每年在春分日及秋分日發行。

## 外部連結
- Recreational Mathematics （页面存档备份，存于） from MathWorld at Wolfram Research
- The Unreasonable Utility of Recreational Mathematics by David Singmaster